# 成瀬治
成瀬 治（なるせ おさむ、1928年〈昭和3年〉3月8日 - 2016年〈平成28年〉8月26日）は、日本の歴史学者、翻訳家。東京大学名誉教授。

## 経歴
1928年生まれ。東京大学文学部西洋史学科を卒業。
1958年、北海道大学助教授に就いた。1968年に東京大学文学部助教授となり、1973年に教授昇格。1989年に東京大学を定年退官し、名誉教授となった。
2016年8月26日、死去。88歳没。

## 受賞・栄典
- 2009年4月：瑞宝中綬章を受章[2]。

## 研究内容・業績
専門は中近世ドイツ史、ヨーロッパ近代政治思想史、近世国制史、マルティン・ルターらキリスト教思想史。

## 家族・親族
- 父：成瀬無極はドイツ文学者[3]。

## 著作
- 『ルター：十字架の英雄』誠文堂新光社 1961
- 『朕は国家なり　大世界史13』文藝春秋 1968
- 『世界史の意識と理論』岩波書店 1977
  - 新装版 岩波モダンクラシックス 2001
- 『神の義は福音のなかに：ルター伝』国土社(世界を動かした人びと) 1978。児童向け
- 『近代ヨーロッパへの道　世界の歴史15』講談社 1978
  - 改訂版 講談社学術文庫 2011
- 『ルターと宗教改革』誠文堂新光社 1980
- 『近代市民社会の成立：社会思想史的考察』東京大学出版会 1984。オンデマンド版2018
- 『絶対主義国家と身分制社会』山川出版社 1988
- 『伝統と啓蒙：近世ドイツの思想と宗教』法政大学出版局 1988

### 共著・編著・監修
- 『近代史における政治と思想』柴田三千雄共編、山川出版社 1977
- 『近代国家形成の諸問題』吉岡昭彦共編、木鐸社 1979
- ヘルマン・キンダー（英語版）,ヴェルナー・ヒルゲマン（ドイツ語版）『カラー世界史百科』監修、平凡社 1978
  - 増補版 1985年
- 『ドイツ現代史　世界現代史20』黒川康・伊東孝之共著、山川出版社 1987、改訂1992
- 『世界史テーマ学習80』佐藤次高共同監修、山川出版社 1991
- 『要説世界史：世界史A・B 教授資料』江上波夫ほか、山川出版社 1995
- 『ドイツ史　世界歴史大系』全3巻、山田欣吾・木村靖二共編、山川出版社　1996-1997
- 『理解しやすい世界史B：教科書マスターから受験対策まで』竺沙雅章共編、文英堂 2001

### 翻訳
- カール・バルト『ヒューマニズム：他二篇』新教出版社(基督教論叢) 1951
- アレクサンダー・アブッシュ『ドイツ：歴史の反省』道家忠道 共訳、筑摩書房 1955
- マンデス・フランス,ガブリエル・アルダン（フランス語版）『経済学と経済政策』森有正・横山正彦共訳、日本経済新聞社 1956
- 『ルネサンス：宗教改革史　少年少女世界の歴史 4』 ブルクハルト・トーマス・リンゼイ（英語版）、あかね書房 1969。児童向け訳著
- 『ヨーロッパの形成 : 中世史の基本的諸問題』H・ヘルビック著、石川武共訳、岩波書店 1970
- H・カメン『寛容思想の系譜』平凡社(世界大学選書) 1970
- オットー・ヒンツェ（英語版）『身分制議会の起源と発展』創文社(歴史学叢書) 1975
- 『ドイツ国制史：15世紀から現代まで』フランツ・ハルトゥング（英語版）著、坂井栄八郎共訳 岩波書店 1980
- 『伝統社会と近代国家』F・ハルトゥングほか著、岩波書店、1982
- 『西ドイツ：その人々の歴史』全4巻、古山正人・岡崎勝世・松俊夫 共訳）帝国書院(全訳世界の歴史教科書シリーズ) 1982

ハンス・エーベリング,ウォルフガング・ビルケンフェルト著、
- ウルリヒ・イム・ホーフ（ドイツ語版）『啓蒙のヨーロッパ』平凡社「叢書ヨーロッパ」1998